# 화도면
화도면(華道面)은 대한민국 인천광역시 강화군의 면이다.

## 개요
화도면은 1706년 조선 숙종 때 강화유수 민진원의 간척사업으로 강화도에 연육되었고, 1938년 1월 1일 이름을 하도면(下道面)에서 화도면(華道面)으로 개칭하였다.
면사무소는 1913년 사기리에 건립하였으나, 1923년 내리 산3번지로 이전하였으며, 1957년 상방리 1275번지에 다시 이전하였다가, 1988년 현재의 상방리 840번지에 신축, 이전하였다.

## 법정리
- 내리(內里)
- 상방리(上坊里)
- 문산리(文山里)
- 덕포리(德浦里)
- 사기리(砂器里)
- 동막리(東幕里)
- 흥왕리(興旺里)
- 여차리(如此里)
- 장화리(長花里)

## 문화재

### 보물
- 강화 정수사 법당 - 보물 제161호

### 사적
- 강화 참성단 - 사적 제136호

### 천연기념물
- 강화 참성단 소사나무 - 천연기념물 제502호

### 인천광역시 문화재자료
- 선수돈대 - 인천광역시 문화재자료 제10호
- 무태돈대 - 인천광역시 문화재자료 제18호
- 분오리돈대 - 인천광역시 문화재자료 제36호
- 미루지돈대 - 인천광역시 문화재자료 제40호
- 북일곶돈대 - 인천광역시 문화재자료 제41호

### 인천광역시 기념물
- 장곶돈대 - 인천광역시 기념물 제19호
- 천제암궁지 - 인천광역시 기념물 제24호

### 강화군 향토유적
- 고려이궁지 - 강화군 향토유적 제13호
- 홍익한택지 - 강화군 향토유적 제17호
- 강화 분청사기 요지 - 강화군 향토유적 제18호
- 함허대사부도 - 강화군 향토유적 제19호

## 교육
- 화도초등학교
- 심도중학교

## 명소
- 강화갯벌센터
- 동막유원지
- 정수사
- 흥왕저수지

## 어항
- 후포항 (지방어항)
- 분오항 (어촌정주어항)

## 출신 인물
- 영재 이건창(寧齋 李建昌) 생가 → 명미당(明美堂) - 조선후기 관료 지식인